# ديفيد مينا
ديفيد مينا هو وكيل نيابة ومحامي وسياسي إسرائيلي، ولد في 8 أبريل 1953 في أور يهودا في إسرائيل. نشط حزبياً في ليكود. وقد انتخب عضو الكنيست ‏ وقد انضم خلال فترته النيابية ‏ (5 يناير 2006 – 17 أبريل 2006) للكتلة البرلمانية ليكود وانتخب عضو الكنيست ‏ وقد انضم خلال فترته النيابية ‏ (13 يوليو 1992 – 17 يونيو 1996) للكتلة البرلمانية ليكود.